# روبين أغيري بونس
روبين أغيري بونس (بالإسبانية: Rubén Aguirre Ponce)‏ هو سياسي مكسيكي، ولد في 9 أغسطس 1944 في ولاية غيريرو في المكسيك. حزبياً، نشط في حزب الثورة الديمقراطية. وقد انتخب عضو مجلس النواب المكسيك.